# Tramway de Boulogne-sur-Mer à Hardelot
Le Tramway de Boulogne-sur-Mer à Hardelot est une ancienne ligne du tramway de Boulogne-sur-Mer qui reliait Boulogne-sur-Mer à la station balnéaire d'Hardelot-Plage dans la commune de Neufchâtel (aujourd'hui Neufchâtel-Hardelot).

## Histoire
La Société des tramways du Boulonnais a été fondée  pour exploiter un tramway entre les villes de Boulogne-sur-Mer et Hardelot. Le tramway a été mis en service en 1911. Il disparait le 31 décembre 1930,. 
La Société des tramways du Boulonnais a été fondée en 1909, son capital est de 1 100 000 francs.
L'exploitation est assurée par la Compagnie des tramways électriques de Boulogne (TEB), à qui la ligne est affermée. 
Le tramway était à voie métrique et la ligne électrifiée.

## La ligne
- Boulogne (Casino) - Boulogne (centre) - Pont de Briques -  Hardelot (15 km) ouverture 1911[7]

## Matériel roulant
- motrices à 2 essieux à 3 baies et plateformes fermées
- voitures à 2 essieux et plateformes ouvertes
- voitures à 2 essieux ouvertes type « baladeuse »